# Alpine Racer 3
Alpine Racer 3 (яп. アルペンレーサー 3 Arupen Rēsā 3) — трехмерная горнолыжная аркадная игра, выпущенная Namco в 2002 году. В отличие от Alpine Racer и Alpine Racer 2, в Alpine Racer 3 была улучшена графика и было добавлено ещё восемь новых персонажей, среди которых — Клоноа. Игра была выпущена на PlayStation 2, спустя 8 лет после этого в 2009 году Namco выпустили римейк оригинала для iPhone и iPod Touch (игра также была перенесена на Zeebo в том же году). Спустя 11 лет после выхода третьей части игры вышла Super Alpine Racer.

## Отзывы
| Сводный рейтинг    | Сводный рейтинг |
| Агрегатор          | Оценка          |
| ------------------ | --------------- |
| GameRankings       | 47,42 %         |
| Иноязычные издания |                 |
| Издание            | Оценка          |
| GameSpot           | 5,8/10          |
| IGN                | 5,4/10          |

Игра в основном получила смешанные отзывы критиков.